# لي يو هيونج
لي يو هيونج (مواليد 21 يناير 1911)، هو لاعب كرة قدم ياباني سابق كان يلعب كلاعب وسط. سبق له أن لعب مع منتخب اليابان.

## وصلات خارجية
- لي يو هيونج على موقع الاتحاد الدولي (مؤرشف)  (الإنجليزية)
- لي يو هيونج على موقع ناشيونال فوتبول تيمز (الإنجليزية)
- لي يو هيونج على موقع أوليمبيديا (الإنجليزية)
- National Football Teams
- Japan National Football Team Database